# جورج ويليام ألان
جورج ويليام ألان هو سياسي كندي، ولد في 13 أغسطس 1860 في تورونتو في كندا، وتوفي في 6 ديسمبر 1940 في فيكتوريا في كندا. حزبياً، نشط في Unionist Party (Canada) ‏. وقد انتخب عضو مجلس العموم الكندي.